# 高木美果
高木 美果（たかぎ みか、1977年10月8日 - ）は、韓国出身の女優である。元劇団四季所属。本名であるチェ・ウンシルの名前で活動していた時期もある。
2003年劇団四季創立50周年記念オーディション合格。

## 人物・略歴
韓国の大学で声楽を学ぶ。
大学卒業後、韓国内でオーディションを受けいくつかの作品に出演するが、無名の彼女に回ってくる役はアンサンブルだけであった。
韓国のミュージカル業界では、宝塚歌劇団のようなスター制をとるのが一般的で、無名の役者はどんなに努力をしてもなかなかいい役がもらえないという現実に直面していたころ、劇団四季のオーディションを知る。劇団四季では、役ごとにオーディションの機会が設けられ、無名の俳優や若手の俳優でも主役級の役を演じるチャンスに恵まれていることを知り、2003年に来日、劇団四季のオーディションに合格。初舞台は『ジーザス・クライスト＝スーパースター』のアンサンブルであった。
その後、2004年には『オペラ座の怪人』のアンサンブルとして出演するが、ヒロインのクリスティーヌ・ダーエを演じたいという思いが強く、出演後には劇場からあざみ野の稽古場まで1時間かけて戻り、深夜までレッスンに励んでいた。その努力の甲斐もあり、翌2005年には、念願のクリスティーヌ・ダーエ役に抜擢された。
その他、『ジーザス・クライスト＝スーパースター』のマグダラのマリア役や、『ウェストサイド物語』のマリア役など、陰のある役を演じることが多かったが、2011年9月、『美女と野獣』ベル役でデビューし、活躍の幅を広げている。
『ウェストサイド物語』福岡公演では、主役のマリア役として全公演に出演した。

## 出演作品
- オペラ座の怪人（クリスティーヌ・ダーエ、アンサンブル）
- ジーザス・クライスト＝スーパースター（アンサンブル、マグダラのマリア）
- ウェストサイド物語（マリア）
- エビータ（ミストレス）
- 美女と野獣（ベル）